# Harry Carey Jr.
Harry Carey Jr. (właśc. Henry George Carey Jr.; ur. 16 maja 1921 w Saugus, zm. 27 grudnia 2012 w Santa Barbara) – amerykański aktor charakterystyczny.
8 lutego 1960 otrzymał własną gwiazdę w Alei Gwiazd w Los Angeles znajdującą się przy 6363 Vine Street.

## Wczesne lata
Urodził się na ranczu Saugus w pobliżu Santa Clarita w Kalifornii jako syn pary aktorskiej – Olive Golden Fuller i Harry’ego DeWitta Careya. Jako chłopiec nazywano go „Dobe”, co jest skrótem od adobe, ze względu na kolor jego włosów. Dorastał na ranczu swoich rodziców w Santa Clarita; mieli konie i bydło. Jego rodzinne ranczo zostało później przekształcone w historyczny park w hrabstwie Los Angeles i otrzymało nazwę Tesoro Adobe Park.
Podczas II wojny światowej służył w United States Navy] jako oficer farmaceuta 2. klasy (członek personelu medycznego) podczas wojny na Pacyfiku. Jednakże został przeniesiony z powrotem do Stanów Zjednoczonych (wbrew swojej woli), aby służyć wraz z dobrym przyjacielem ojca, reżyserem Johnem Fordem, w jednostce fotograficznej Marynarki Wojennej przy Office of Strategic Services (OSS). Następnie pomagał przy realizacji filmów szkoleniowych dla marynarki wojennej i OSS.

## Kariera
Po opuszczeniu marynarki wojennej Carey próbował rozpocząć karierę piosenkarską, aby uniknąć aktorstwa, ale bezskutecznie. Zaczął występować w John Ford Stock Company wraz z ojcem. Często współpracował z reżyserem Johnem Fordem. Zagrał w filmach – Trzej ojcowie chrzestni (1948), Nosiła żółtą wstążkę (1949), Poszukiwacze (1956) i Jesień Czejenów (1964).
Carey pojawił się w wielu westernach. Z reżyserem Howardem Hawksem nakręcił cztery filmy. W pierwszym z nich, Rzeka Czerwona (1948), Carey Jr. i jego ojciec występowali w oddzielnych scenach, a następnie Małpia kuracja (1952) i Mężczyźni wolą blondynki (1953). Wziął udział w Rio Bravo (1959), ale sceny z jego udziałem zostały wycięte. Carey spekulował, że Hawksowi albo nie podobał się strój Careya, albo przerwał scenę, ponieważ Carey zwrócił się do Hawksa jako „Howard” zamiast „Pan Hawks”.
Późniejsze westerny to Shenandoah (1965), Wielki Jake (1971) z Johnem Wayne’em i Niepoprawny Trinity (1971), a w telewizji był znaną twarzą, grając gościnne role w takich serialach jak Strzały w Dodge City, Bonanza i Mannix. W dramacie Petera Bogdanovicha Maska (1985) z Cher zagrał starzejącego się motocyklistę, w dramacie Lindsaya Andersona Sierpniowe wieloryby (1987) z Lillian Gish był złotą rączką, a w Egzorcyście III (1990) był księdzem.

## Życie prywatne
12 sierpnia 1944 zawarł związek małżeński z Marilyn Frances Fix, córką aktora Paula Fixa, który wystąpił ze swoim zięciem w kilku westernach. Mieli czworo dzieci: dwie córki – Melindę i Lily oraz dwóch synów  – Toma i Stevena Harry’ego.

### Śmierć
Zmarł 27 grudnia 2012 w hospicjum w Santa Barbara w Kalifornii z przyczyn naturalnych w wieku 91 lat.

## Filmografia

### Filmy
- 1946: Rolling Home jako Dobey
- 1948: Rzeka Czerwona jako Dan Latimer
- 1948: Trzej ojcowie chrzestni jako William Kearney
- 1949: Nosiła żółtą wstążkę jako porucznik Ross Pennell
- 1950: Rio Grande jako Daniel 'Sandy' Boone
- 1953: Mężczyźni wolą blondynki jako Winslow
- 1955: Mister Roberts jako Stefanowski
- 1956: Poszukiwacze jako Brad Jorgensen
- 1957: Urlop na lądzie jako porucznik Chuck Roundtree
- 1961: Dwaj jeźdźcy jako Ortho Clegg
- 1964: Taggart jako porucznik Hudson
- 1965: Shenandoah jako Jenkins
- 1966: Billy the Kid kontra Drakula jako Ben Dooley
- 1966: Alvarez Kelly jako kpr. Peterson
- 1967: Zachodni szlak jako pan McBee
- 1968: Diabelska brygada jako kapitan Rose
- 1968: Bandolero! jako Cort Hayjack
- 1969: Śmierć rewolwerowca jako Rork
- 1969: Niezwyciężeni jako Soloman Webster
- 1970: Bitwa o whisky jako Arley Stamper
- 1973: Synowie szeryfa jako Hank
- 1976: Nickelodeon
- 1983: Księżniczka Daisy (TV)
- 1984: Gremliny rozrabiają jako pan Anderson
- 1985: Maska jako Red
- 1986: Na rozdrożu jako barman
- 1987: Sierpniowe wieloryby jako Joshua Brackett
- 1987: Cherry model 2000 jako Snappy Tom
- 1990: Powrót do przyszłości III jako Saloon Old Timer
- 1990: Egzorcysta III jako ojciec Kanavan
- 1993: Tombstone jako Fred White
- 1996: Dogonić słońce jako kasjer
- 1997: Strzały nad Saber River (TV) jako James Sanford
- 2005: Comanche Stallion jako Miles Flynn

### Seriale
- 1955–1957: Mickey Mouse Club jako Bill Burnett
- 1959: Bonanza jako Zack Morgan
- 1959: Strzały w Dodge City jako Deesha
- 1959: Rawhide jako Tanner
- 1960: Bonanza jako kapral Burton
- 1961: Strzały w Dodge City jako Turloe
- 1962: Strzały w Dodge City jako Grant / Jake / Colridge
- 1965: Bonanza jako Phil Shelton
- 1965: Strzały w Dodge City jako Jim
- 1967: Bonanza jako Mapes
- 1967: Strzały w Dodge City jako Will Roniger
- 1968: Strzały w Dodge City jako Nathan Cade
- 1969: Mannix jako Floyd Brand
- 1971: Strzały w Dodge City jako Kelliher
- 1974: Ulice San Francisco jako Bo Dobbs
- 1974: Banaczek jako Dean Barrett
- 1974: Strzały w Dodge City jako Amos Brody
- 1978: Sierżant Anderson
- 1980: Domek na prerii jako szeryf Pike
- 1981: Dallas jako Red
- 1982: Nieustraszony jako Josh Morgan